# Stadtfeld West

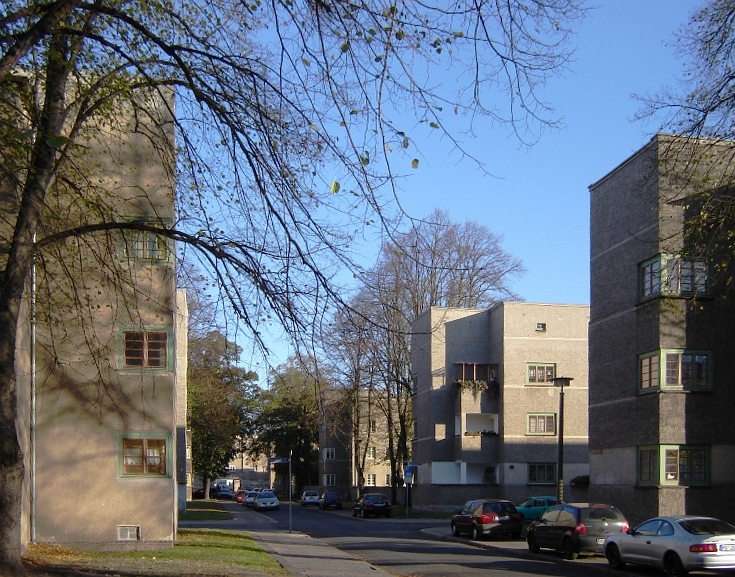
Beimssiedlung

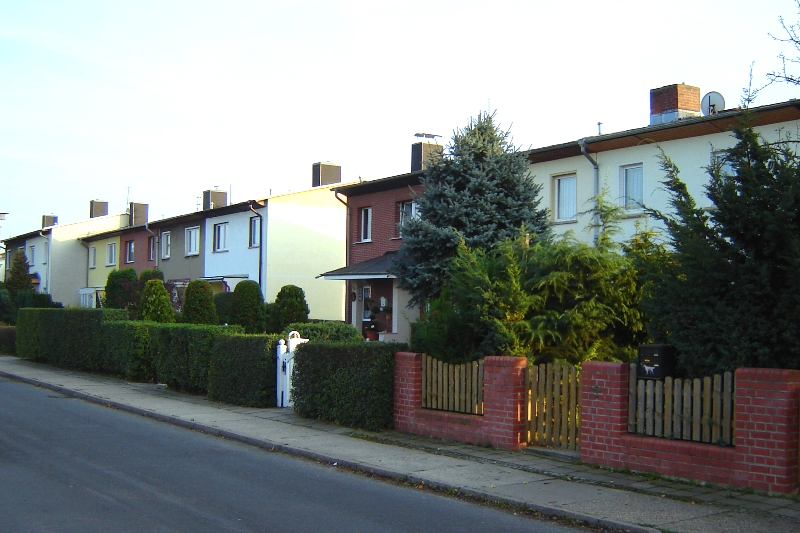
Lindenweiler

Stadtfeld West ist ein westlicher Stadtteil Magdeburgs mit 14.522 Einwohnern (Stand 31. Dezember 2021) auf einer Fläche von 4,6708 km².

## Lage
Der Stadtteil erstreckt sich westlich des Straßenzuges Westring/Europaring bis zum  Kümmelsberg/Diesdorfer Graseweg, wo sich der Stadtteil Diesdorf anschließt. Die Grenze zum südlich gelegenen Stadtteil Sudenburg wird an der Beimsstraße durch den Bahnübergang Magdeburg-Sudenburg, der die Bahnlinie Magdeburg–Braunschweig verbindet, gebildet. Im Norden grenzt der Neue Renneweg Stadtfeld West von Neu Olvenstedt und der Kümmelsberg Stadtfeld West von Alt Olvenstedt ab. Im Osten grenzt – von der Kreuzung Olvenstedter Chaussee/Albert-Vater-Straße beginnend – der Europaring bzw. der Westring (endet an der Westringbrücke), Stadtfeld West von Stadtfeld Ost ab. Das Gebiet gliedert sich in drei Siedlungsflächen, der Bereich Spielhagenstraße, die Hermann-Beims-Siedlung und Lindenweiler (von Ost nach West). An der Grenze zu Diesdorf liegt mit 60 Hektar Fläche der Westfriedhof, Magdeburgs größter Friedhof. Weitere markante Punkte sind das katholische Krankenhaus St. Marienstift und der Sportkomplex „GutsMuths-Stadion“. Als offenes Gewässer durchfließt die Schrote von West nach Ost den Stadtteil.

## Geschichte
Der Harsdorfer Platz erinnert daran, dass das Gebiet schon im Mittelalter besiedelt war. Bereits um 900 wird das im Bereich des heutigen südlichen Lindenweilers gelegene Dorf Harsdorf als Eigentum des Klosters Corvey erwähnt. Im 16. Jahrhundert hatten die Bewohner die Siedlung verlassen. Eine städtische Bebauung erfolgte erst nach dem Ende des Ersten Weltkrieges im Rahmen des von Bruno Taut 1922 ins Leben gerufenen Stadtentwicklungsplanes. Südlich der Großen Diesdorfer Straße entstand in den Jahren von 1925 bis 1929 die Hermann-Beims-Siedlung, benannt nach dem damaligen Oberbürgermeister Hermann Beims. Sie wurde von einem Netz gradliniger Straßen gebildet und vom  Leiter des Stadterweiterungsamtes Konrad Rühl mit dreigeschossigen Häusern bebaut. Die 2.000 Wohnungen umfassende Siedlung ist ein Musterbeispiel des sozialen Wohnungsbaus im Stil des Neuen Bauens und steht heute unter Denkmalschutz. Im Gegensatz dazu entstand 1932 die Stadtrandsiedlung Lindenweiler. Als Selbsthilfeobjekt für Arbeitslose konzipiert, musste jeder Siedler Eigenleistungen erbringen und das Grundstück in Form eines Erbbauvertrages erwerben. Es wurden insgesamt 50 zweigeschossige Doppelhäuser errichtet, und zu den etwa 50 m² großen Wohnungen gehörte jeweils ein Nutzgarten. Obwohl schon 1927 im Bebauungsplan vorgesehen, kam es im Komplex Spielhagenstraße erst 1964 zur Erschließung. Im Stil des DDR-Wohnungsbaus der 1960er Jahre wurden vier- bis fünfgeschossige Wohnblocks mit insgesamt 1.200 Wohnungen sowie öffentliche Einrichtungen errichtet. 1991 erfolgte die Trennung des bis dahin einheitlichen Stadtteils Stadtfeld in Stadtfeld Ost und Stadtfeld West.

## Bauwerke
Die in Stadtfeld West vorhandenen Kulturdenkmale sind im örtlichen Denkmalverzeichnis aufgeführt.
Zu den bekannten Einrichtungen im Stadtteil gehört das St. Marienstift. Das denkmalgeschützte Kahlenbergstift wurde 2011 abgerissen.